# Nikolaus Berger
Nikolaus Berger (* 9. Januar 1956 in Mühlhausen/Thüringen) ist ein ehemaliger deutscher Richter am Bundesgerichtshof.

## Leben und Wirken
Das Abitur legte Berger 1975 am Wilhelm-Gymnasium (Braunschweig) ab. Er studierte Rechtswissenschaft und Völkerkunde an der Georg-August-Universität Göttingen bis 1983. Danach war er, parallel zu seinem Rechtsreferendariat, wissenschaftlicher Mitarbeiter am Seminar für Handels-, Schifffahrts- und Wirtschaftsrecht der Universität Hamburg (Lehrstuhl Karsten Schmidt). Dort wurde er 1988 mit der Dissertation Typus und Rechtsnatur des Herstellerleasing zum Dr. jur. promoviert. Im selben Jahr trat er in den höheren Justizdienst der Freien und Hansestadt Hamburg ein. 1990 wurde er nach § 10 DRiG zum Richter auf Lebenszeit am Landgericht Hamburg ernannt. Von 1991 bis 1993 war er Pressesprecher der Justizbehörde Hamburg. Danach war er bis 1995 beurlaubt und in dieser Zeit wissenschaftlicher Berater der SPD-Fraktion im Untersuchungsausschuss des Schleswig-Holsteinischen Landtags zur sogenannten Schubladenaffäre.
Nach der anschließenden Wiederaufnahme richterlicher Berufstätigkeit wurde Berger 2003 zum Vorsitzenden Richter am Landgericht Hamburg ernannt. Einer breiteren Öffentlichkeit bekannt wurde er als Vorsitzender Richter im Strafverfahren gegen den Verlagserben Alexander Falk.
Zum 1. April 2009 wurde Berger zum Richter am Bundesgerichtshof ernannt und dem X. Zivilsenat zugewiesen. Zugleich war Berger bis Ende 2009 Mitglied des Xa-Zivilsenats, eines sog. Hilfssenats auf dem Gebiet des Patentrechts. Daneben bekleidete er das Amt des Ermittlungsrichters V am Bundesgerichtshof von April 2009 bis Juni
2013. Am 1. Februar 2011 wechselte er in den 2. Strafsenat, am 1. Juli 2013 in den 5. Strafsenat in Leipzig. Seit Mai 2020 war er stellvertretender Vorsitzender des 5. Strafsenats.
Mit Ablauf des 30. November 2021 trat Berger nach Erreichen der Altersgrenze in den Ruhestand.